# Michal Sersen
Michal Sersen (* 28. prosinec 1985) je slovenský profesionální hokejista.

## Kluby podle sezón
- 2001-2002 HC Slovan Bratislava
- 2002-2003 HC Slovan Bratislava
- 2003-2004 Rimouski Océanic
- 2004-2005 Rimouski Océanic
- 2005-2006 Québec Remparts
- 2006-2007 HC Slovan Bratislava
- 2007-2008 HC Slovan Bratislava
- 2008-2009 HC Slovan Bratislava
- 2009-2010 HC Slovan Bratislava
- 2010-2011 Avtomobilist Jekatěrinburg
- 2011-2012 HC Sparta Praha
- 2012-2013 HC Lev Praha, Avtomobilist Jekatěrinburg, HC Slovan Bratislava
- 2013-2014 HC Slovan Bratislava
- 2014-2015 HC Slovan Bratislava
- 2015-2016 HC Slovan Bratislava
- 2016-2017 HC Slovan Bratislava, HC 05 Banská Bystrica
- 2017-2018 HC Slovan Bratislava, HC 05 Banská Bystrica
- 2018-2019 HC Slovan Bratislava
- 2019-2020 HC Slovan Bratislava
- 2020-2021 HC Slovan Bratislava
- 2021-2022 HC Slovan Bratislava
- 2022-2023 HC Slovan Bratislava
- 2023-2024 HC Slovan Bratislava
- 2024-2025 HC Slovan Bratislava

## Reprezentace
Statistiky reprezentace na Mistrovstvích světa a Olympijských hrách:
| Turnaj       | Místo konání                             | Z  | G | A | B | Umístění         | Soupisky         |
| ------------ | ---------------------------------------- | -- | - | - | - | ---------------- | ---------------- |
| MS 2011      | Slovensko (Bratislava, Košice)           | 1  | 0 | 0 | 0 | 10. místo        | Soupiska MS 2011 |
| MS 2012      | Finsko a Švédsko (Helsinky, Stockholm)   | 10 | 0 | 0 | 0 | Stříbrná medaile | Soupiska MS 2012 |
| MS 2013      | Švédsko a Finsko (Stockholm, Helsinky)   | 8  | 0 | 2 | 2 | 8. místo         | Soupiska MS 2013 |
| MS 2015      | Česko (Praha, Ostrava)                   | 7  | 1 | 1 | 2 | 9. místo         | Soupiska MS 2015 |
| MS 2016      | Rusko (Moskva, Petrohrad)                | 4  | 0 | 1 | 1 | 9. místo         | Soupiska MS 2016 |
| MS 2017      | Německo Francie (Kolín nad Rýnem, Paříž) | 7  | 0 | 1 | 1 | 14. místo        | Soupiska MS 2017 |
| Celkem na MS |                                          | 37 | 1 | 5 | 6 |                  |                  |